# 히가시우지정
히가시우지정(일본어: 東宇治町)은 일본 교토부 우지군에 설치되었던 정이다. 현재의 우지시에 해당한다.